# Emerson String Quartet
Emerson String Cuarteto es un cuarteto de cuerdas estadounidense con sede en Nueva York, que fue fundada en 1976. Su sala de conciertos habitual es la Universidad Estatal de Nueva York en Stony Brook.

## Historia
Esta agrupación fue creada en 1976 en Nueva York. Anteriormente el cuarteto era la agrupación residente en The Hartt School. La agrupación se formó en 1976, fecha del bicentenario de Estados Unidos. Su nombre proviene del gran poeta y filósofo estadounidense Ralph Waldo Emerson. Desde su creación han lanzado más de treinta álbumes y han obtenido nueve Premios Grammy. Los dos violinistas del cuarteto eran alumnos del célebre violinista Oscar Shumsky. Drucker y Setzer se alternan como violín primero y segundo.

## Miembros
Actualmente el cuarteto de cuerda está formado por:
- Eugene Drucker, violín
- Philip Setzer, violín
- Lawrence Dutton, viola
- Paul Watkins, violonchelo

Entre los exmiembros de la formación se encuentran:
- Guillermo Figueroa
- Eric Wilson
- David Finckel: este violonchelista fue sustituido a finales de la temporada 2012-2013 por Paul Watkins.[4]

## Premios y reconocimientos
Grammy a la mejor interpretación de música de cámara
- 1990 Bartók: 6 cuartetos de cuerda
- 1994 Ives: Cuartetos de cuerda n.º 1 & n.º 2; Barber: Cuarteto de cuerda Op. 11 (American Originals)
- 1998 Beethoven: Los cuartetos de cuerda
- 2001 Shostakovich: Los cuartetos de cuerda
- 2006 Mendelssohn: Los cuartetos de cuerda completos
- 2007 Intimate Voices
- 2010 Intimate Letters

Grammy al mejor álbum de música clásica
- 1990 Bartók: 6 cuartetos de cuerda
- 2001 Shostakovich: Los cuartetos de cuerda

En 2002 los miembros de la agrupación fueron directores musicales del Ojai Music Festival. Asimismo participaron tocando en el cortometraje titulado Little Match Girl.

## Discografía selecta
La agrupación ha realizado, entre otras, las siguientes grabaciones:
- 1978 – Cowell: Cuarteto Euphometric; Harris: Three Variations on a Theme (Cuarteto n.º 2) (New World)
- 1978 – Imbrie: Cuarteto n.º 4; Schuller: Cuarteto n.º 2 (New World)
- 1986 – Borodin: Cuarteto n.º 2 en D; Chaikovski: Cuarteto n.º 1 Op. 11 (Book of the Month, DG)
- 1986 – Brahms: Cuarteto n.º 1 Op. 51; Schumann: Cuarteto n.º 3 Op. 41 (Book of the Month, DG)
- 1986 – Debussy: Cuarteto en sol mayor, Op. 10; Ravel: Cuarteto en fa mayor. (Book of the Month, DG)
- 1986 – Dvořák: Cuarteto n.º 12 Op. 96 "Americano"; Smetana: Cuarteto n.º 1 "De mi vida". (Book of the Month, DG)
- 1988 – Bartók: Complete String Quartets (DG)
- 1988 – Beethoven: Cuarteto n.º 16 Op. 135; Schubert: Cuarteto n.º 15 D. 887 (DG)
- 1990 – Beethoven: Cuarteto Op. 95; Schubert: Cuarteto n.º 14 D. 810 "La muerte y la doncella" (DG)
- 1990 – Mozart: Cuarteto n.º 17 K. 458 "La caza"; Cuarteto n.º 19 K. 465 "De las disonancias"; Haydn: Cuarteto Op. 76 n.º 3 "Emperador" (DG)
- 1990 – Piston: Concerto for String Quartet, Winds and Percussion (Composers)
- 1992 – Mozart: The "Haydn" Quartets (complete) (DG)
- 1992 – Mozart: The Flute Quartets (DG)
- 1992 – Prokófiev: Cuartetos de cuerda n.º 1 & n.º 2; Sonata para dos violines (DG)
- 1992 – Schubert: Quinteto para cuerdas D. 956 (DG)
- 1993 – American Originals: Cuartetos de cuerda de Ives & Barber (DG)
- 1994 – American Contemporaries: Harbison, Wernick & Schuller (DG)
- 1994 – Dvořák: Cuarteto en mi bemol mayor Op. 87; Quinteto en la mayor Op. 81 (DG)
- 1995 – Mozart: Cuarteto n.º 14 K. 387; Cuarteto n.º 15 K. 421 (DG)
- 1995 – Webern: Obras para cuarteto de cuerda; Trío de cuerda Op. 20 (DG)
- 1996 – Schumann Quinteto para piano Op. 44; Cuarteto para piano Op. 47 (DG)
- 1997 – Beethoven: Los cuartetos de cuerda completos (DG)
- 1997 – Beethoven: Key to the Quartets (DG)
- 1998 – Meyer: Quinteto para cuerda; Rorem: Cuarteto n.º 4 (DG)
- 1998 – Music of Curt Cacioppo: "Monsterslayer" (Capstone Records)
- 1999 – Schubert: Quinteto para cuerdas; Últimos cuartetos (DG)
- 1999 – Mozart/Brahms: Quintetos para clarinete (DG)
- 2000 – Shostakóvich: Los cuartetos de cuerda completos (DG)
- 2001 – The Haydn Project (DG)
- 2002 – The Emerson Encores (DG)
- 2003 – Bach: El arte de la fuga, BWV 1080 (DG)
- 2004 – Haydn: Las siete últimas palabras de Cristo en la cruz Op. 51 (DG)
- 2005 – Mendelssohn: Los cuartetos de cuerda completos (DG)
- 2006 – Intimate Voices (DG)
- 2007 – The Little Match Girl (Disney)
- 2007 – Brahms: Cuartetos de cuerda (DG)
- 2008 – Bach Fugues (DG)
- 2009 – Intimate Letters (DG)
- 2010 – Old World-New World (DG)
- 2011 – Mozart: Cuartetos prusianos (Sony Classical)
- 2013 – Journeys: Chaikovski, Schönberg (Sony Classical)
- 2015 – Berg: Suite Lírica; Wellesz: Sonnets By Elizabeth Barrett-Browning (Decca)
- 2016 – Emerson String Quartet: The Complete Deutsche Grammophon Recordings (DG-52 CD)
- 2017 – Chaconnes & Fantasias. Music of Britten & Purcell (Decca)
- 2020 – Schumann: Cuartetos de cuerda (Pentatone)